# SN 2009mb
SN 2009mb – supernowa typu II-n odkryta 18 października 2009 roku w galaktyce A091109+1959. W momencie odkrycia miała maksymalną jasność 19,00m.